# Список астероїдів (178001—178100)
| Назва                  | Тимчасове позначення | Дата відкриття  | Місце відкриття             | Відкривач                   |
| ---------------------- | -------------------- | --------------- | --------------------------- | --------------------------- |
| (178001) 2006 QK120    | 2006 QK120           | 29 серпня 2006  | Каталінський огляд          | Каталінський огляд          |
| (178002) 2006 QR122    | 2006 QR122           | 29 серпня 2006  | Каталінський огляд          | Каталінський огляд          |
| (178003) 2006 QV125    | 2006 QV125           | 16 серпня 2006  | Паломарська обсерваторія    | NEAT                        |
| (178004) 2006 QK127    | 2006 QK127           | 16 серпня 2006  | Обсерваторія Сайдинг-Спрінг | Обсерваторія Сайдинг-Спрінг |
| (178005) 2006 QD128    | 2006 QD128           | 17 серпня 2006  | Паломарська обсерваторія    | NEAT                        |
| (178006) 2006 QH135    | 2006 QH135           | 27 серпня 2006  | Станція Андерсон-Меса       | LONEOS                      |
| (178007) 2006 QX136    | 2006 QX136           | 16 серпня 2006  | Паломарська обсерваторія    | NEAT                        |
| 178008 Пікард (Picard) | 2006 QQ137           | 30 серпня 2006  | Обсерваторія Сен-Сюльпіс    | Бернар Крістоф              |
| (178009) 2006 QC146    | 2006 QC146           | 18 серпня 2006  | Обсерваторія Кітт-Пік       | Spacewatch                  |
| (178010) 2006 QJ149    | 2006 QJ149           | 18 серпня 2006  | Обсерваторія Кітт-Пік       | Spacewatch                  |
| (178011) 2006 QC162    | 2006 QC162           | 20 серпня 2006  | Обсерваторія Кітт-Пік       | Spacewatch                  |
| (178012) 2006 QY163    | 2006 QY163           | 29 серпня 2006  | Каталінський огляд          | Каталінський огляд          |
| (178013) 2006 QP166    | 2006 QP166           | 29 серпня 2006  | Станція Андерсон-Меса       | LONEOS                      |
| (178014) 2006 RG       | 2006 RG              | 1 вересня 2006  | Оттмарсайм                  | Клодін Ріннер               |
| (178015) 2006 RW3      | 2006 RW3             | 12 вересня 2006 | Каталінський огляд          | Каталінський огляд          |
| (178016) 2006 RU6      | 2006 RU6             | 14 вересня 2006 | Каталінський огляд          | Каталінський огляд          |
| (178017) 2006 RH8      | 2006 RH8             | 12 вересня 2006 | Каталінський огляд          | Каталінський огляд          |
| (178018) 2006 RN8      | 2006 RN8             | 12 вересня 2006 | Каталінський огляд          | Каталінський огляд          |
| (178019) 2006 RC9      | 2006 RC9             | 12 вересня 2006 | Каталінський огляд          | Каталінський огляд          |
| (178020) 2006 RL16     | 2006 RL16            | 14 вересня 2006 | Паломарська обсерваторія    | NEAT                        |
| (178021) 2006 RX19     | 2006 RX19            | 15 вересня 2006 | Обсерваторія Кітт-Пік       | Spacewatch                  |
| (178022) 2006 RE22     | 2006 RE22            | 15 вересня 2006 | Паломарська обсерваторія    | NEAT                        |
| (178023) 2006 RZ26     | 2006 RZ26            | 14 вересня 2006 | Каталінський огляд          | Каталінський огляд          |
| (178024) 2006 RU30     | 2006 RU30            | 15 вересня 2006 | Обсерваторія Кітт-Пік       | Spacewatch                  |
| (178025) 2006 RN31     | 2006 RN31            | 15 вересня 2006 | Обсерваторія Кітт-Пік       | Spacewatch                  |
| (178026) 2006 RU34     | 2006 RU34            | 13 вересня 2006 | Паломарська обсерваторія    | NEAT                        |
| (178027) 2006 RF41     | 2006 RF41            | 14 вересня 2006 | Каталінський огляд          | Каталінський огляд          |
| (178028) 2006 RO44     | 2006 RO44            | 14 вересня 2006 | Обсерваторія Кітт-Пік       | Spacewatch                  |
| (178029) 2006 RC48     | 2006 RC48            | 14 вересня 2006 | Каталінський огляд          | Каталінський огляд          |
| (178030) 2006 RA50     | 2006 RA50            | 14 вересня 2006 | Обсерваторія Кітт-Пік       | Spacewatch                  |
| (178031) 2006 RG52     | 2006 RG52            | 14 вересня 2006 | Обсерваторія Кітт-Пік       | Spacewatch                  |
| (178032) 2006 RY52     | 2006 RY52            | 14 вересня 2006 | Обсерваторія Кітт-Пік       | Spacewatch                  |
| (178033) 2006 RR55     | 2006 RR55            | 14 вересня 2006 | Обсерваторія Кітт-Пік       | Spacewatch                  |
| (178034) 2006 RT57     | 2006 RT57            | 15 вересня 2006 | Обсерваторія Кітт-Пік       | Spacewatch                  |
| (178035) 2006 RG60     | 2006 RG60            | 15 вересня 2006 | Обсерваторія Кітт-Пік       | Spacewatch                  |
| (178036) 2006 RW63     | 2006 RW63            | 15 вересня 2006 | Каталінський огляд          | Каталінський огляд          |
| (178037) 2006 RA66     | 2006 RA66            | 14 вересня 2006 | Обсерваторія Кітт-Пік       | Spacewatch                  |
| (178038) 2006 RH66     | 2006 RH66            | 14 вересня 2006 | Паломарська обсерваторія    | NEAT                        |
| (178039) 2006 RH68     | 2006 RH68            | 15 вересня 2006 | Обсерваторія Кітт-Пік       | Spacewatch                  |
| (178040) 2006 RY69     | 2006 RY69            | 15 вересня 2006 | Обсерваторія Кітт-Пік       | Spacewatch                  |
| (178041) 2006 RC75     | 2006 RC75            | 15 вересня 2006 | Обсерваторія Кітт-Пік       | Spacewatch                  |
| (178042) 2006 RV77     | 2006 RV77            | 15 вересня 2006 | Обсерваторія Кітт-Пік       | Spacewatch                  |
| (178043) 2006 RP91     | 2006 RP91            | 15 вересня 2006 | Обсерваторія Кітт-Пік       | Spacewatch                  |
| (178044) 2006 RT92     | 2006 RT92            | 15 вересня 2006 | Обсерваторія Кітт-Пік       | Spacewatch                  |
| (178045) 2006 RC93     | 2006 RC93            | 15 вересня 2006 | Обсерваторія Кітт-Пік       | Spacewatch                  |
| (178046) 2006 RA94     | 2006 RA94            | 15 вересня 2006 | Обсерваторія Кітт-Пік       | Spacewatch                  |
| (178047) 2006 RB95     | 2006 RB95            | 15 вересня 2006 | Обсерваторія Кітт-Пік       | Spacewatch                  |
| (178048) 2006 RA97     | 2006 RA97            | 15 вересня 2006 | Обсерваторія Кітт-Пік       | Spacewatch                  |
| (178049) 2006 RL99     | 2006 RL99            | 14 вересня 2006 | Обсерваторія Кітт-Пік       | Spacewatch                  |
| (178050) 2006 RB105    | 2006 RB105           | 15 вересня 2006 | Обсерваторія Кітт-Пік       | Spacewatch                  |
| (178051) 2006 SC5      | 2006 SC5             | 16 вересня 2006 | Паломарська обсерваторія    | NEAT                        |
| (178052) 2006 SY7      | 2006 SY7             | 16 вересня 2006 | Сокорро (Нью-Мексико)       | LINEAR                      |
| (178053) 2006 SV11     | 2006 SV11            | 16 вересня 2006 | Каталінський огляд          | Каталінський огляд          |
| (178054) 2006 SM14     | 2006 SM14            | 17 вересня 2006 | Каталінський огляд          | Каталінський огляд          |
| (178055) 2006 SU16     | 2006 SU16            | 17 вересня 2006 | Обсерваторія Кітт-Пік       | Spacewatch                  |
| (178056) 2006 SY23     | 2006 SY23            | 18 вересня 2006 | Станція Андерсон-Меса       | LONEOS                      |
| (178057) 2006 SH26     | 2006 SH26            | 16 вересня 2006 | Каталінський огляд          | Каталінський огляд          |
| (178058) 2006 ST29     | 2006 ST29            | 17 вересня 2006 | Обсерваторія Кітт-Пік       | Spacewatch                  |
| (178059) 2006 SJ32     | 2006 SJ32            | 17 вересня 2006 | Обсерваторія Кітт-Пік       | Spacewatch                  |
| (178060) 2006 SN36     | 2006 SN36            | 17 вересня 2006 | Станція Андерсон-Меса       | LONEOS                      |
| (178061) 2006 SR36     | 2006 SR36            | 17 вересня 2006 | Станція Андерсон-Меса       | LONEOS                      |
| (178062) 2006 SN38     | 2006 SN38            | 18 вересня 2006 | Обсерваторія Кітт-Пік       | Spacewatch                  |
| (178063) 2006 SN42     | 2006 SN42            | 18 вересня 2006 | Станція Андерсон-Меса       | LONEOS                      |
| (178064) 2006 SB62     | 2006 SB62            | 18 вересня 2006 | Каталінський огляд          | Каталінський огляд          |
| (178065) 2006 SX63     | 2006 SX63            | 20 вересня 2006 | Паломарська обсерваторія    | NEAT                        |
| (178066) 2006 SF64     | 2006 SF64            | 22 вересня 2006 | Обсерваторія RAS            | Ендрю Лов                   |
| (178067) 2006 SU71     | 2006 SU71            | 19 вересня 2006 | Обсерваторія Кітт-Пік       | Spacewatch                  |
| (178068) 2006 SY76     | 2006 SY76            | 20 вересня 2006 | Сокорро (Нью-Мексико)       | LINEAR                      |
| (178069) 2006 SN90     | 2006 SN90            | 18 вересня 2006 | Обсерваторія Кітт-Пік       | Spacewatch                  |
| (178070) 2006 SC92     | 2006 SC92            | 18 вересня 2006 | Обсерваторія Кітт-Пік       | Spacewatch                  |
| (178071) 2006 SA96     | 2006 SA96            | 18 вересня 2006 | Обсерваторія Кітт-Пік       | Spacewatch                  |
| (178072) 2006 SX97     | 2006 SX97            | 18 вересня 2006 | Обсерваторія Кітт-Пік       | Spacewatch                  |
| (178073) 2006 SH98     | 2006 SH98            | 18 вересня 2006 | Обсерваторія Кітт-Пік       | Spacewatch                  |
| (178074) 2006 SG104    | 2006 SG104           | 19 вересня 2006 | Обсерваторія Кітт-Пік       | Spacewatch                  |
| (178075) 2006 SE112    | 2006 SE112           | 22 вересня 2006 | Каталінський огляд          | Каталінський огляд          |
| (178076) 2006 SV117    | 2006 SV117           | 24 вересня 2006 | Обсерваторія Кітт-Пік       | Spacewatch                  |
| (178077) 2006 ST127    | 2006 ST127           | 24 вересня 2006 | Станція Андерсон-Меса       | LONEOS                      |
| (178078) 2006 SF131    | 2006 SF131           | 25 вересня 2006 | Обсерваторія RAS            | Ендрю Лов                   |
| (178079) 2006 SJ131    | 2006 SJ131           | 25 вересня 2006 | Обсерваторія Дезерт-Мун     | Б. Стівенс                  |
| (178080) 2006 SL152    | 2006 SL152           | 19 вересня 2006 | Обсерваторія Кітт-Пік       | Spacewatch                  |
| (178081) 2006 SM157    | 2006 SM157           | 23 вересня 2006 | Обсерваторія Кітт-Пік       | Spacewatch                  |
| (178082) 2006 SG160    | 2006 SG160           | 23 вересня 2006 | Обсерваторія Кітт-Пік       | Spacewatch                  |
| (178083) 2006 SR168    | 2006 SR168           | 25 вересня 2006 | Обсерваторія Кітт-Пік       | Spacewatch                  |
| (178084) 2006 SP170    | 2006 SP170           | 25 вересня 2006 | Обсерваторія Кітт-Пік       | Spacewatch                  |
| (178085) 2006 ST178    | 2006 ST178           | 25 вересня 2006 | Обсерваторія Маунт-Леммон   | Обсерваторія Маунт-Леммон   |
| (178086) 2006 SZ192    | 2006 SZ192           | 26 вересня 2006 | Обсерваторія Маунт-Леммон   | Обсерваторія Маунт-Леммон   |
| (178087) 2006 SY196    | 2006 SY196           | 26 вересня 2006 | Каталінський огляд          | Каталінський огляд          |
| (178088) 2006 SY197    | 2006 SY197           | 27 вересня 2006 | Жарнак                      | Обсерваторія Жарнак         |
| (178089) 2006 SY199    | 2006 SY199           | 24 вересня 2006 | Обсерваторія Кітт-Пік       | Spacewatch                  |
| (178090) 2006 SO212    | 2006 SO212           | 26 вересня 2006 | Обсерваторія Кітт-Пік       | Spacewatch                  |
| (178091) 2006 SB213    | 2006 SB213           | 26 вересня 2006 | Каталінський огляд          | Каталінський огляд          |
| (178092) 2006 SD213    | 2006 SD213           | 26 вересня 2006 | Каталінський огляд          | Каталінський огляд          |
| (178093) 2006 SP214    | 2006 SP214           | 27 вересня 2006 | Обсерваторія Кітт-Пік       | Spacewatch                  |
| (178094) 2006 SS218    | 2006 SS218           | 29 вересня 2006 | Обсерваторія Кітамі         | Кін Ендате                  |
| (178095) 2006 SD221    | 2006 SD221           | 25 вересня 2006 | Обсерваторія Маунт-Леммон   | Обсерваторія Маунт-Леммон   |
| (178096) 2006 SY227    | 2006 SY227           | 26 вересня 2006 | Обсерваторія Кітт-Пік       | Spacewatch                  |
| (178097) 2006 SL230    | 2006 SL230           | 26 вересня 2006 | Сокорро (Нью-Мексико)       | LINEAR                      |
| (178098) 2006 SK231    | 2006 SK231           | 26 вересня 2006 | Обсерваторія Кітт-Пік       | Spacewatch                  |
| (178099) 2006 SZ235    | 2006 SZ235           | 26 вересня 2006 | Сокорро (Нью-Мексико)       | LINEAR                      |
| (178100) 2006 SP251    | 2006 SP251           | 26 вересня 2006 | Обсерваторія Кітт-Пік       | Spacewatch                  |